# Стокгольмська школа економіки
Стокгольмська школа економіки (швед. Handelshögskolan i Stockholm, англ. Stockholm School of Economics) — вищий спеціалізований приватний навчальний заклад у Швеції. Школа була заснована у 1909 році групою шведських підприємців з метою підготовки кваліфікованих менеджерів та управлінців під час швидкої індустріалізації країни. Є найстарішим приватним економічним університетом Швеції. Зараз 85 % фінансування закладу припадає на приватні внески.
У школі навчається близько 1900 студентів та працює понад 300 наукових співробітників. Магістерська програма цієї школи займає друге місце у північній Європі та 13 місце в Європі згідно з рейтингом газети Financial Times.

## Ректори Школи
- Carl Hallendorff, 1909—1929
- Martin Fehr, 1929—1936
- Ivar Högbom, 1936—1957
- Knut Rodhe, 1957—1963
- Gunnar Arpi, 1963—1968
- Knut Rodhe, 1968—1970
- Per-Jonas Eliaesson, 1970—1986
- Staffan Burenstam Linder, 1986—1995
- Claes-Robert Julander, 1996—2000
- Leif Lindmark, 2000—2003
- Lars Bergman, 2004-

## Відомі випускники
- Пер Вестерберг
- Мокляк Максим Володимирович